# Lac Gabet
Le lac Gabet, est une des étendues d'eau situées dans le parc national de la Mauricie, dans la région de Mauricie, au Québec, au Canada.

## Géographie
Le lac Gabet a une longueur de 530 m et d'une largeur maximale de 290 m. Ce lac est situé dans un secteur forestier à environ 630 m. À l'ouest de la route du Parc national de la Mauricie et à 1,75 km à l'ouest du lac Wapizagonke. Ce lac comporte une presqu'île qui s'avance dans l'eau sur une centaine de mètres à partir de la rive sud-est.

## Toponyme
Le patronyme Gabet est répandu dans la majorité des départements de France, principalement dans le Nord, le Pas-de-Calais, Poitou-Charentes et Rhône-Alpes. Dans les mœurs et coutumes, ce patronyme désigne une personne aimant à plaisanter (ancien français gab = plaisanterie, mais aussi ruse, tromperie). En Angleterre, le patronyme s'utilise sous la variante Gabbet ; il est considéré comme un diminutif de Gabriel. Variante : Gabez.